# L'Odyssée de Charles Lindbergh
Pour plus de détails, voir Fiche technique et Distribution.

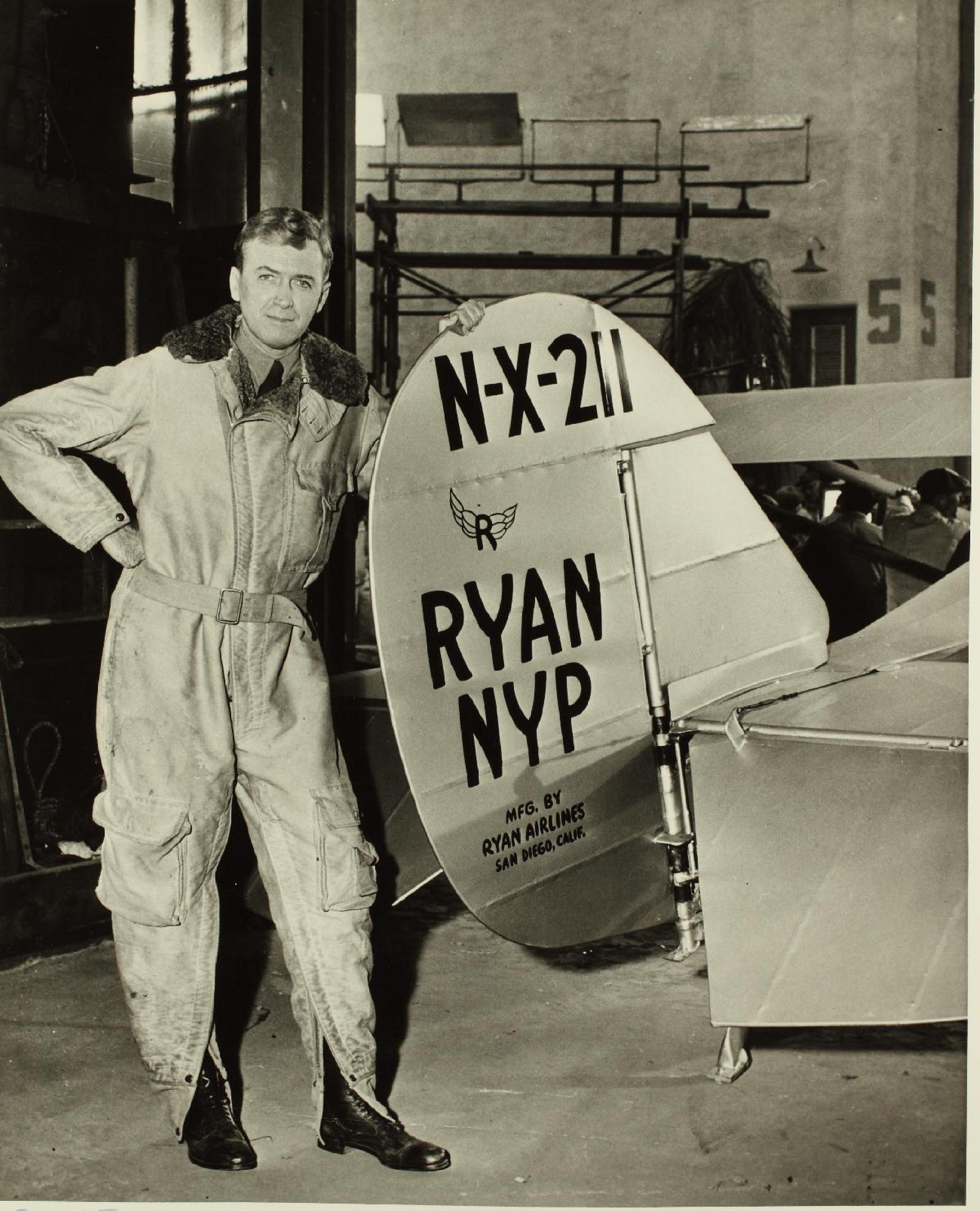
James Stewart dans le rôle de Charles Lindbergh à côté de la réplique du Spirit of St. Louis.

L'Odyssée de Charles Lindbergh (The Spirit of St. Louis) est un film américain réalisé par Billy Wilder, sorti en 1957.
James Stewart incarne Charles Lindbergh dans cette adaptation par Charles Lederer, Wendell Mayes et Billy Wilder du récit de l'aviateur, The Spirit of St. Louis.

## Synopsis
Le 19 mai 1927, après une semaine d’attente en raison des pluies persistantes sur Long Island, le pilote Charles A. "Slim" Lindbergh tente de dormir dans un hôtel proche de Roosevelt Field, en vue de son vol transatlantique entre New York et Paris. Son ami Frank Mahoney garde la porte de sa chambre pour éloigner les journalistes. Incapable de trouver le sommeil, Lindbergh se remémore ses expériences passées comme pilote de courrier aérien.
Dans une série de flashbacks, Lindbergh se pose avec son biplan Airco DH.4 sur un petit aérodrome pour faire le plein avant de poursuivre vers Chicago. Malgré le mauvais temps, il reprend les airs, ignorant que le terrain d’atterrissage de Chicago est fermé à cause d’une tempête de neige. À court de carburant, il doit sauter en parachute. Ayant récupéré le courrier dans l’épave de son avion, il continue vers Chicago en train. Durant le trajet, un vendeur de bretelles lui apprend que deux pilotes ont perdu la vie en tentant de remporter le prix Orteig, récompensant le premier vol sans escale entre New York et Paris.
Dans un petit restaurant de l'aéroport international de Lambert-Saint-Louis, Lindbergh appelle la Columbia Aircraft Corporation à New York et se voit proposer un Bellanca pour 15 000 $. Il convainc des investisseurs de Saint-Louis de financer son projet de traversée de l’Atlantique en 40 heures à bord d’un avion monoplace léger. Le groupe baptise l’entreprise Spirit of St. Louis. Le projet échoue avec Columbia, l’entreprise exigeant de choisir elle-même le pilote.
Lindbergh se tourne alors vers Ryan Airlines, un petit constructeur basé à San Diego. Le président Frank Mahoney accepte de construire un avion sur mesure en 90 jours. Avec l’ingénieur Donald Hall, ils conçoivent un monomoteur allégé, sans radio, sans parachute et sans pilote automatique, Lindbergh prévoit de naviguer à vue. L’équipe travaille jour et nuit, terminant l’avion en 62 jours. Pendant ce temps, les pilotes français Nungesser et Coli lancent leur tentative, qui se solde par leur disparition à bord de L'Oiseau blanc.
Lindbergh effectue un vol de San Diego à New York avec escale à Saint-Louis pour présenter l’avion aux investisseurs. À Roosevelt Field, il supervise les préparatifs du vol, notamment les plus de 1700 litres de carburant nécessaires à la traversée. Le cockpit, exigu et dépourvu de vue frontale directe, le contraint à placer la boussole au plafond. Une jeune femme offre son miroir de poche, fixé avec du chewing-gum pour lire la boussole. Mahoney glisse en secret une médaille de Saint Christophe dans un sac de sandwichs.
Quand le temps se dégage, The Spirit of Saint. Louis s’élance péniblement sur une piste boueuse, frôlant les lignes électriques. Pendant le vol, Lindbergh transfère régulièrement le carburant entre les différents compartiments du réservoir pour équilibrer l’appareil. En survolant Cape Cod, il constate qu’il n’a pas dormi depuis 28 heures. Il repense à ses nuits passées à dormir sur des voies ferrées ou sous un moulin et un moment d’assoupissement est interrompu par une mouche.
Au-dessus de la Nouvelle-Écosse, il aperçoit un motocycliste, ce qui lui rappelle sa propre Harley-Davidson, échangée autrefois pour acheter un avion Curtiss Jenny. Tandis qu’il survole l’Atlantique, il repense à l'époque où il volait dans un cirque volant du Midwest. Après 18 heures de vol, de la glace se forme sur les ailes et le moteur s’arrête. L'avion descend, et l'air devenant plus chaud, fait fondre la glace, ce qui permet au moteur de redémarrer. Le compas devenant peu fiable, Lindbergh navigue à vue et s'oriente aux étoiles.
À l’aube, il s’endort brièvement, et l’avion entame une descente en spirale. Un rayon de soleil réfléchi par le miroir le réveille à temps pour redresser l’appareil. Voyant une mouette, il comprend qu’il approche de la terre. Il aperçoit la côte irlandaise à Dingle Bay. En prenant un sandwich, il trouve la médaille de Saint Christophe et la suspend au tableau de bord.
Il survole la Manche, puis la France, suivant la Seine jusqu’à Paris à la tombée de la nuit. En s’approchant de l’aérodrome du Bourget, il est désorienté par les projecteurs et les mouvements de foule. Inquiet, il murmure : « Oh, mon Dieu, aidez-moi ! ». Il réussit finalement son atterrissage. Resté dans le cockpit, il est immédiatement submergé par une foule immense. Épuisé, il comprend peu à peu que les 200 000 personnes venues l'accueillir célèbrent son exploit.
De retour à New York, Lindbergh est accueilli en héros lors d’une parade triomphale, saluée par quatre millions de personnes.

## Fiche technique
- Titre français : L'Odyssée de Charles Lindbergh
- Titre original : The Spirit of St. Louis
- Réalisation et scénario : Billy Wilder
- Assistant-réalisateur : Don Alvarado (non crédité)
- Coscénariste : Wendell Mayes
- D'après le livre 33 Heures pour Paris de Charles Lindbergh
- Adaptation : Charles Lederer
- Directeurs de la photographie : Robert Burks, J. Peverell Marley
- Photographie aérienne : Thomas Tutweiler
- Montage : Arthur P. Schmidt
- Format : Cinemascope Warnercolor tirage technicolor
- Musique : Franz Waxman
- Production : Leland Hayward / Warner Bros
- Société de distribution : Warner Bros.
- Langue : anglais
- Durée : 135 minutes
- Sortie : 
  - États-Unis : 21 février 1957 (New York, première) ; 20 avril 1957 (national)
  - France : 31 mai 1957

## Distribution
- James Stewart (VF : René Arrieu) : Charles Augustus « Slim » Lindbergh
- Murray Hamilton (VF : Jacques Thébault) : Harlan A. « Bud » Gurney
- Patricia Smith (VF : Nelly Benedetti) : la jeune femme au miroir
- Bartlett Robinson (VF : Raymond Loyer) : Benjamin Frank Mahoney
- Marc Connelly (VF : Camille Guérini) : le père Hussman
- Robert O. Cornthwaite (VF : Michel Gudin) : Harry Knight
- Arthur Space (VF : Gérard Férat) : Donald A. Hall
- Charles Watts (VF : Robert Dalban) : O. W. Schultz
- Harlan Warde : Boedecker
- Dabbs Greer : Goldsborough
- David Orrick (VF : Jean Davy) : Harold Bixby
- James O'Rear (VF : Serge Nadaud) : Earl Thompson
- Robert Burton (VF : Pierre Morin) : le major Albert Lambert
- Richard Deacon (VF : Marc Valbel) : Charles Levine, président de la Columbia Aircraft Company
- Robert Williams (VF : Pierre Leproux) : l'éditeur du journal de San Diego
- Carleton Young (VF : Roger Rudel) : le capitaine de l'école de pilotage de Brooks Field
- Johnny Lee (VF : Jean Daurand) : Jess, le cuisinier noir

Et, parmi les acteurs non crédités :
- Virginia Christine (VF : Claire Guibert) : la secrétaire
- Olin Howland : le revendeur
- Chief Yowlachie : un Indien
- Eugene Borden